# Ruiny katedry w Gardarze
Ruiny katedry w Gardarze (duń. Garðar Domkirke) – pozostałości średniowiecznej katedry znajdujące się w Gardarze na Grenlandii. 
Katedra powstała w 1126 roku z inicjatywy biskupa Grenlandii Arnaldura. Wzniesiono ją w miejscu pogańskiej świątyni i poświęcono patronowi żeglarzy św. Mikołajowi. Do jej budowy użyto czerwonego piaskowca wydobywanego z pobliskiego wzgórza. Budowla na planie krzyża była jedyną, którą zbudowano w ten sposób na Grenlandii. Mierzyła ok. 27 m długości i 16 m szerokości. Posiadała wąskie prezbiterium oraz dwie kaplice, ulokowane w północnej i południowej części świątyni. Południowa kaplica wykorzystywana była jako zakrystia. Od niej też prowadziła ścieżka do rezydencji biskupa. Wraz z katedrą wzniesiono także dzwonnicę, farmę z dwoma stajniami dla ponad setki zwierząt i biskupią rezydencję. 
Świetność katedry przypadła na XIII i XIV wiek. Pod koniec XIV wieku nordyckie osady na Grenlandii zaczęły upadać. Po śmierci biskupa Álfura w 1378 roku, żaden nowy biskup nie przybył już na Grenlandię, mimo że mianowano ich do czasu reformacji.
Przeprowadzone w 1926 roku badania archeologiczne pod kierownictwem duńskiego archeologa Poula Nørlunda, odsłoniły fundamenty katedry oraz pozostałych budynków. Archeolog oszacował jej powstanie na lata 1150–1250. Poza licznymi grobami, w północnej kaplicy natrafiono na grób biskupa, najprawdopodobniej Arnaldura. Znajdował się przy nim jesionowy krzyż ozdobiony kością morsa oraz złoty pierścień. Wykopano również dzwon, który najpewniej znajdował się na dzwonnicy.